# Паксос
Паксос, новогрецькою Паксі (Παξοί, Paksi) — один з іонічних островів, розташований приблизно за 12 кілометрів південніше Керкіри (Корфу). Острів дуже маленький і лише 10 (за іншими даними 12) кілометрів завдовжки й до 4 кілометрів завширшки і має площу близько 19 квадратних кілометрів. Його найвищою точкою є пагорб (гора) Агіос Ісаврос висотою заледве 250 метрів над рівнем моря. Західні береги острова переважно високі сильно еродовані білі крейдяні скелі. Сам Паксос вкритий оливковими гаями та виноградниками.
Найбільшим населеним пунктом, «столицею» та найбільшою пристанню є містечко Гайос розташоване в південній частині Паксоса, на північно-східному узбережжі розташовані ще два причали — Лонгос на північному-сході та Лакка біля північного кінця острова. Між Паксосом і материком та іншими островами ходять пороми та катери.
Чисельність населення Паксоса близько 3 тисяч (станом на 2000 рік). Головними джерелами доходів тубільців є виробництво високоякісної оливкової олії та туризм. До 60-х років ХХ століття основними заняттями мешканців були риболовля та торгівля рибою.
У Греції під Паксосом часто розуміють не лише сам острів, але й кілька навколишніх, тобто фактично маленький архіпелаг. Поруч з власне Паксосом розташований острів Антипаксос який в старовину звався Пропаксосом площею близько 3 квадратних кілометрів. В античні часи обидва ці острови звалися Рахої. На Антипаксосі постійно проживає лише близько 120 людей, а сам він майже повністю вкритий виноградниками. Біля південно-східного узбережжя Паксоса розташовані крихітні острівці Панагія, Айос Ніколас, Монгонісі та Калціонісі. Перші два лежать біля входу в гавань Гайоса.

## Історія
Вважається, що острів населений з прадавніх часів. В історичні часи за традицією першими поселенцями були фінікійці з мови яких виводять і назву острова, оскільки «пакс» фінікійською нібито означає сланець.
З ІІ століття до нашої ери острів належав Риму, а пізніше Візантії. Наприкінці XIV століття Паксос на 400 років потрапив у володіння Венеції. В цей час було збудовано фортецю на Айос Ніколас, а на самому острові було розбито оливкові гаї, що суттєво вплинуло на життя мешканців.
В 1537 році біля острова відбулася битва при Паксосі між об'єднаним християнським флотом на чолі з Андреа Доріа і турками. Християни в цій битві перемогли невірних і захопили 12 турецьких галер.
Під час Наполеонівських воєн Паксос як і усі Іонічні острови спершу захопили французи, проти яких у 1810 році паксосці підняли повстання, потім росіяни та турки, а з 1814 року англійці. В 1815 британці створили Іонійський союз в складі якого був і Паксос, аж до 1864 року коли увійшов у склад Греції.